# چانگان، دونگوان
چانگان، دونگوان (به لاتین: Chang'an) یک شهرک در جمهوری خلق چین است که در دونگوان واقع شده‌است.